# Sündenpfuhl

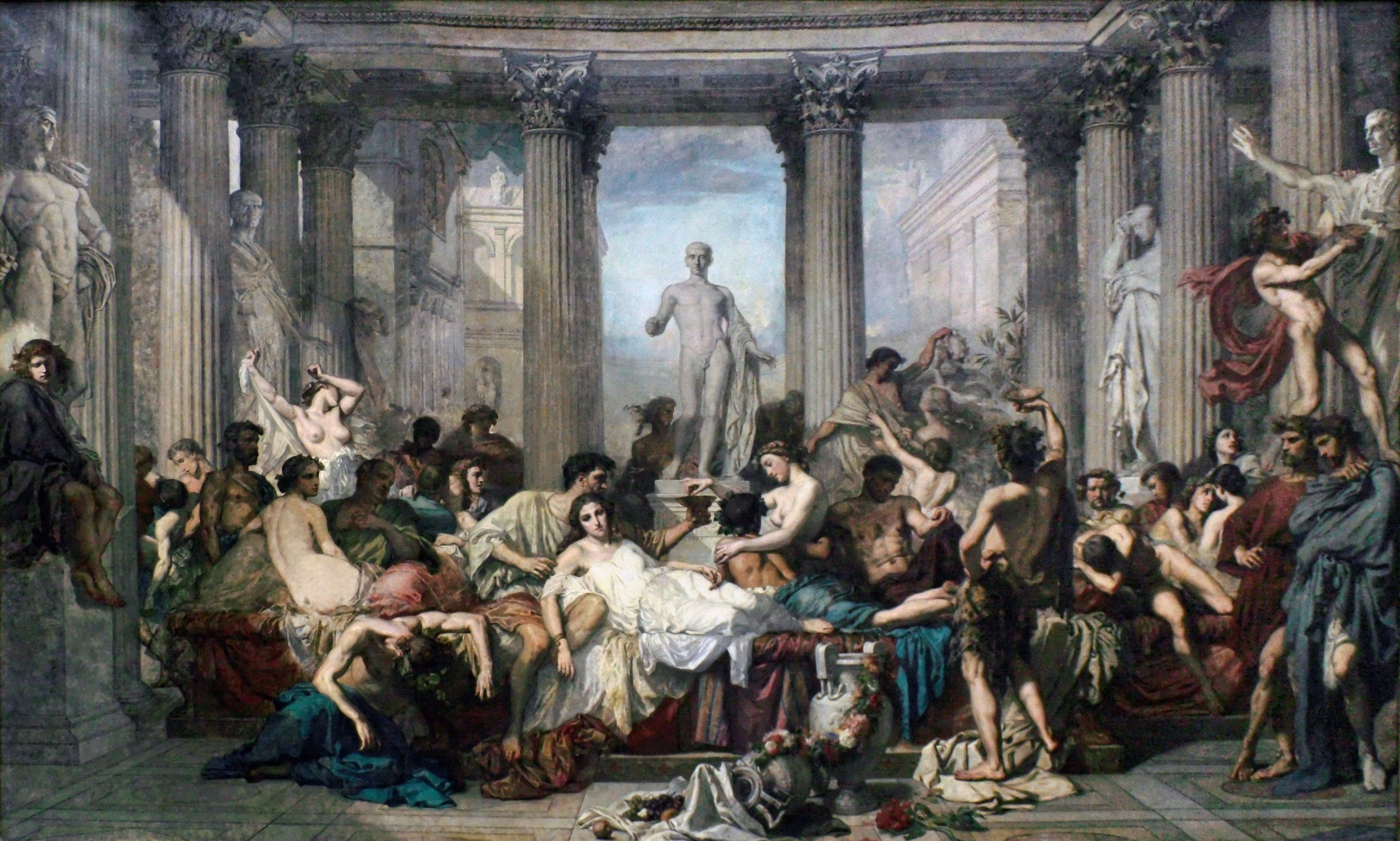
Künstlerische Vorstellung eines Sündenpfuhls (Thomas Couture: Les Romains de la décadence, 1847)

Das Wort Sündenpfuhl bezeichnet einen Ort, an dem nach bestimmten Vorstellungen besonders „sündiges“, unmoralisches oder verwerfliches Verhalten besteht. Historisch bezieht sich der Begriff dabei häufig auf sexuelle Handlungen und wird mit Lust, Dekadenz, Prostitution oder Orgie assoziiert. In der heutigen Verwendung wird meist ironisch die Missachtung konservativer Moralvorstellungen gemeint.
Der Begriff wird eher metaphorisch gebraucht, wörtlich zusammengesetzt aus „Sünde“, im christlichen Verständnis eine falsche, von Gott getrennte Lebensweise oder verwerfliche Tat, sowie „Pfuhl“, einem kleinen, eher schmutzigen Tümpel oder als feuriger Pfuhl die Hölle in der Lutherbibel. Der Duden verweist in der Begriffserklärung auf das seltener genutzte Wort Sündenbabel, womit ein „Ort, Stätte moralischer Verworfenheit, wüster Ausschweifung, des Lasters“ gemeint ist. Hier zeigt sich die christliche Herkunft der Bezeichnung, hergeleitet vom antiken Babylon („Babel“), das in der Bibel als Ort des Unglaubens und der Unzucht dargestellt wird und auch in der Beschreibung der Hure Babylon ihren Ausdruck findet. Ebenso gelten Sodom und Gomorra als typischer Sündenpfuhl.
Das Deutsche Wörterbuch der Brüder Grimm führt Verwendungen des Wortes in der deutschen Literatur seit dem 16. Jahrhundert auf und erklärt es als 1) zustand schlimmster sündenbefleckung sowie ebenso als 2) stätte des lasters. In dieser Zeit wurden vor allem das ausschweifende und freizügige Leben der Großstadt als Sündenpfuhl bezeichnet, vor allem in Paris oder Berlin. Vereinzelt findet sich auch der Ausdruck Sündenstadt.